# L'Énigme (film, 1919)
Pour les articles homonymes, voir L'Énigme.
L'Énigme est un film muet français réalisé par Louis Feuillade et sorti en 1919.

## Fiche technique
- Réalisation : Louis Feuillade
- Chef-opérateur : Maurice Champreux, Léon Morizet
- Montage : Maurice Champreux
- Décors : Robert-Jules Garnier
- Société de production : Société des Établissements L. Gaumont
- Format : Muet - Noir et blanc - 1,33:1 - 35 mm
- Pays de production : France
- Date de sortie : 
  - France : 19 décembre 1919

## Distribution
- Camille Bert
- Edmond Bréon
- René Cresté
- Celia Galley
- Fernand Herrmann
- Violette Jyl
- Louis Leubas
- Sylvia Lux
- Édouard Mathé
- Gaston Michel